# Xenococcus annandalei
Xenococcus annandalei  (лат.) — вид мелких мучнистых червецов семейства Pseudococcidae. Обнаружены в гнёздах муравьёв Acropyga acutiventris.

## Распространение
Австралия (Северная территория, Квинсленд), Вьетнам, Папуа Новая Гвинея, Гонконг, Индия (Орисса), Малайзия.

## Описание
Усики состоят из 4 члеников, по длине равны размерам всего тела. Благодаря специальному подвижному сочленению между увеличенными первым и вторым сегментами усиков они могут загнуты назад и сложены вдоль тела. Спина покрыта мелкими сетами, расположенными в том месте, где у других червецов образуется воск  (фактически восковых пор нет), снизу тела сеты более длинные. Анальное кольцо окружено восемью щетинками-сетами (передние две пары более тонкие, а задние пары толще и длиннее). Ноги хорошо развиты, оканчиваются длинными коготками. Взрослые самки имеют овальную форму тела.
Питаются на корнях кокосовых пальм (Cocus nucifera), фикуса священного (Ficus religiosa) и фикуса Ficus obtusa.
X. annandalei находится в мутуалистической ассоциации с муравьями Acropyga acutiventris, которые живут в подземных гнёздах. Сладкими экскретами червецов питаются муравьи. В теплую и влажную погоду червецы обнаруживаются в верхних камерах гнезда, а в более холодную и сухую муравьи переносят их в глубинные части муравейника. Молодые самки муравьёв Acropyga, отправляясь в брачный полёт, уносят из материнского гнезда одного червеца, удерживая его в своих челюстях. Такой тип взаимоотношений широко распространён и среди других современных видов, а также обнаружен и среди ископаемых форм, обнаруженных, например в Доминиканском миоценовом янтаре (Electromyrmococcus).